# Джонсон, Боб (бейсболист, 1936)
Роберт Уоллес Джонсон (англ. Robert Wallace Johnson, 4 марта 1936, Омаха, Небраска — 12 ноября 2019, Сент-Пол, Миннесота) — американский бейсболист, игрок инфилда и пинч-хиттер. Выступал в Главной лиге бейсбола с 1960 по 1970 год. В составе «Балтимор Ориолс» выиграл Мировую серию 1966 года.

## Биография

### Ранние годы и начало карьеры
Роберт родился 4 марта 1936 года в Омахе в семье продавца Уолли Джонсона и Лилиан Миллер. У него также была младшая сестра Джанет, родившая в 1942 году. Позднее семья переехала в Миннесоту, где жила в пригороде Миннеаполиса Сент-Луис-Парк. Там Роберт начал играть в бейсбол в детской лиге, а затем выступал за команды школ Вуддейл и Идайна-Морнингсайд. Одновременно он играл и за любительскую команду Шанхассена. В выпускной год Джонсон по настоянию своего тренера был вынужден играть раннинбеком в школьной футбольной команде, хотя не желал этого, опасаясь получить травму.
В 1954 году команда школы Идайна-Морнингсайд заняла третье место в чемпионате штата. Её игры посещали скауты ряда команд Главной лиги бейсбола, интересовавшиеся Джонсоном и его партнёром питчером Джорджем Уолтерсом. Спустя несколько недель после окончания школы оба подписали контракты с клубом «Детройт Тайгерс». Уолтерс получил бонус 4 000 долларов, а Джонсон в два раза меньше.
Первой командой в профессиональной карьере Боба должна была стать «Джеймстаун Тайгерс», но в выставочном матче он травмировал ногу. Пока он набирал форму, руководство Детройта перевело его в другой клуб D-лиги «Полс-Валли Рэйдерс». Там его перевели на место игрока второй базы, так как в составе уже было два шортстопа. В сезоне 1955 года Джонсон играл за «Валдосту Тайгерс» и команду из Панамы-Сити, уже на позиции игрока третьей базы. После успешного выступления там, 1956 год Боб начал в Лиге пионеров в составе «Айдахо-Фолс Рассетс». Сезон он провёл очень удачно, став вторым в лиге по показателю отбивания (35,7 %), выбил 43 дабла, 19 триплов и украл 25 баз. В 1957 году он играл уже на уровне А-лиги за «Огасту Тайгерс», но в соперничестве с более опытными питчерами его статистика ухудшилась. Тем не менее, весной 1958 года Джонсон поехал на сборы в составе клуба ААА-лиги «Торонто Мэйпл Лифс». В состав он пробился благодаря своим навыкам игры сразу на нескольких позициях в инфилде.
После завершения сезона 1958 года Боб был призван на военную службу, где провёл шесть месяцев. После возвращения домой он имел право на включение в основной состав «Детройта», но из-за пропуска предсезонной подготовки опасался не выдержать конкуренции и предпочёл сыграть в младших лигах. В 1959 году Джонсон играл за «Чарльстон Сенаторз» и «Бирмингем Бэронс». В межсезонье он, по настоянию соседа по комнате, поступил в Миннесотский университет. Во время учёбы Боб познакомился со своей будущей супругой Карен Клетт. Свадьбу пара сыграла в феврале 1961 года. 

### Главная лига бейсбола
В конце 1959 года Джонсон перешёл в «Канзас-Сити Атлетикс», где ему дали шанс проявить себя. Он дебютировал в Главной лиге бейсбола в сезоне 1960 года и сыграл в 76 матчах. В декабре во время драфта расширения он был выбран командой «Вашингтон Сенаторз», но сразу же отправился в младшую лигу. Новая организация имела фарм-клуб только на уровне D-лиги, поэтому следующей командой Боба стали «Рочестер Ред Уингз», входившие в систему «Балтимор Ориолс». Там Джонсон проявил себя как один из лучших отбивающих, лидировал по числу хоум-ранов и сыграл в Матче всех звёзд. В середине июля он вернулся в основной состав «Сенаторз». В 1962 году Боб был игроком основного состава и стал автором первого хоум-рана в истории «Ди Си Стэдиум». После завершения сезона «Ориолс» договорились с «Вашингтоном» о его обмене.
Почти одновременно с ним в «Балтимор» пришёл звёздный шортстоп Луис Апарисио и сезон 1963 года Боб начал в статусе запасного. Он также испытывал проблемы со здоровьем, сыграв в итоге только в 82 матчах чемпионата. Тренеры команды, Билли Хичкок, а затем Хэнк Бауэр, ценили Джонсона за его универсальность и часто задействовали как пинч-хиттера. 
В 1966 году «Ориолс» впервые после переезда из Сент-Луиса выиграли чемпионат Американской лиги. В играх победной Мировой серии против «Лос-Анджелес Доджерс» тренеры команды задействовали всего тринадцать игроков и Джонсон в них участия не принимал. Премиальные за победу в размере 11,6 тысяч долларов он позднее называл самой большой суммой, которую получал за то, что ничего не делал.
В начале 1967 года «Ориолс» обменяли Джонсона в «Нью-Йорк Метс», где он провёл 90 игр, отбивая с показателем 34,8 %. В сезоне 1968 года он выступал в составах «Цинциннати Редс» и «Атланты Брэйвз». После его завершения Боб получил предложение постоянной работы от компании Gateway Transportation, где он ранее подрабатывал в межсезонье. В случае согласия ему пришлось бы переехать в Ла-Кросс и отказаться от продолжения спортивной карьеры. Джонсон выбрал бейсбол, так как хотел играть и рассчитывал получить дополнительный стаж для последующей пенсии.
Весной 1969 года его обменяли в «Сент-Луис Кардиналс», но за команду Боб сыграл только в 19 матчах, после чего был выставлен на драфт отказов. Оставшуюся часть сезона и начало следующего Джонсон провёл в «Окленд Атлетикс», где главным тренером был хорошо знавший его Хэнк Бауэр. Двадцатого июня 1970 года он сыграл свой последний матч в Главной лиге бейсбола.

### После завершения карьеры
Закончив играть, Боб переехал в Миннесоту, где работал в фирме по продаже алкогольных напитков, хотя его приглашали работать тренером в команду Миннесотского университета. Позднее он занимался недвижимостью, участвовал в деятельности Миссурийского синода Лютеранской церкви. Начиная с 1982 года, в течение двадцати пяти лет Джонсон работал в рекламной фирме Spartan Promotional Group. Он не отдалялся от бейсбольного сообщества, тринадцать лет тренировал молодых игроков системы «Миннесоты Твинс».  
Боб Джонсон умер 12 ноября 2019 года в возрасте 83 лет.